# 凱氏腔吻鱈
凱氏腔吻鱈，為輻鰭魚綱鱈形目鼠尾鱈科的其中一種，分布於東南大西洋納米比亞至南非好望角、馬達加斯加海域，屬深海底棲性魚類，深度263-1150公尺，本魚吻長而尖，頭部狹窄有尖銳的脊骨，發光器官位於肛門至腹鰭間，體色從淡褐色至黑色，腹部藍色，魚鰭暗色，腔鰓黑色，體長可達35公分，棲息在底中層水域，生活習性不明。